# Cyproniscus cypridinae
Cyproniscus cypridinae là một loài chân đều trong họ Cyproniscidae. Loài này được G.O. Sars miêu tả khoa học năm 1883.